# Café Buono!
Albums de Buono!
Buono! 2
(2009)
Singles
Café Buono! est le 1er album du groupe de J-pop Buono!, sorti le 20 février 2008 au Japon sur le label Pony Canyon. 
Il atteint la 11e place du classement Oricon. Il sort aussi en édition limitée au format CD+DVD avec une pochette différente et un DVD en supplément.
L'album contient trois titres (dont une "face B") sortis précédemment sur les deux premiers singles du groupe, Honto no Jibun et  Renai Rider, qui ont servi de génériques à la série anime Shugo Chara, pour laquelle le groupe a été créé. Six des titres de l'album figureront aussi sur la compilation The Best Buono! de 2010.

## Titres
CD
1. Café Buono!
2. Nakimushi Shōnen (泣き虫少年?)
3. Renai♥Rider (恋愛♥ライダー?)
4. Honto no Jibun (ホントのじぶん?)
5. Baketsu no Mizu (バケツの水?)
6. Garakuta no Yume (ガラクタノユメ?)
7. Internet Cupid
8. Last Forever
9. Kokoro no Tamago (こころのたまご?)
10. Hoshi no Hitsuji-tachi (星の羊たち?)
11. Rock no Kami-sama (ロックの神様?)
12. Kimi ga Ireba (君がいれば?)

DVD
1. Kokoro no Tamago (Dance Shot Version) (こころのたまご...?)
2. Renai♥Rider (Dance Shot Version) (恋愛♥ライダー...?)
3. Jacket Making of (ジャケット撮影メイキング?)
4. Shugo Chara! Promotion Video (しゅごキャラ! プロモーション映像?)